# E65 (Szwecja)

Droga europejska 65 (szw. Europaväg 65) – jedna z ważniejszych tras komunikacyjnych znajdujących się na obszarze Szwecji, o długości 58 km. Łączy Malmö z Ystad oraz poprzez przeprawę promową terytorium Polski. Na całej długości jest fragmentem trasy europejskiej E65.

## Przebieg
Przez pierwsze 16 km droga posiada klasę autostrady. Rozpoczyna się na Inre Ringvägen w Malmö, następnie krzyżuje się z trasami E6, E20 oraz E22 stanowiące krajowe fragmenty tras europejskich. Dalej droga biegnie pośród krajobrazów regionu Skania. W okolicach portu lotniczego Malmö autostrada kończy się. Istnieją plany wydłużenia autostrady do miejscowości Sturup. Ogłoszony w 2009 plan budowy dróg uwzględniał rozpoczęcie budowy w 2018. W 2007 jako tymczasowe rozwiązanie zostało wybudowane rondo.
Pomiędzy miejscowościami Sturup a Skurup E65 istnieje jako droga dwujezdniowa, która może być dostosowana do parametrów autostrady. Na wschód od Skurup droga posiada jeden pas ruchu w kierunku Ystad oraz dwa w stronę Malmö.
Na obszarze Ystad E65 biegnie wspólnym odcinkiem z drogą krajową nr 9.
Do ważniejszych miejscowości na trasie należą:
- Malmö (E6, E20, E22)
- Ystad (droga nr 9, droga nr 13, droga nr 19), przeprawa promowa do Polski